# Ken Schrader

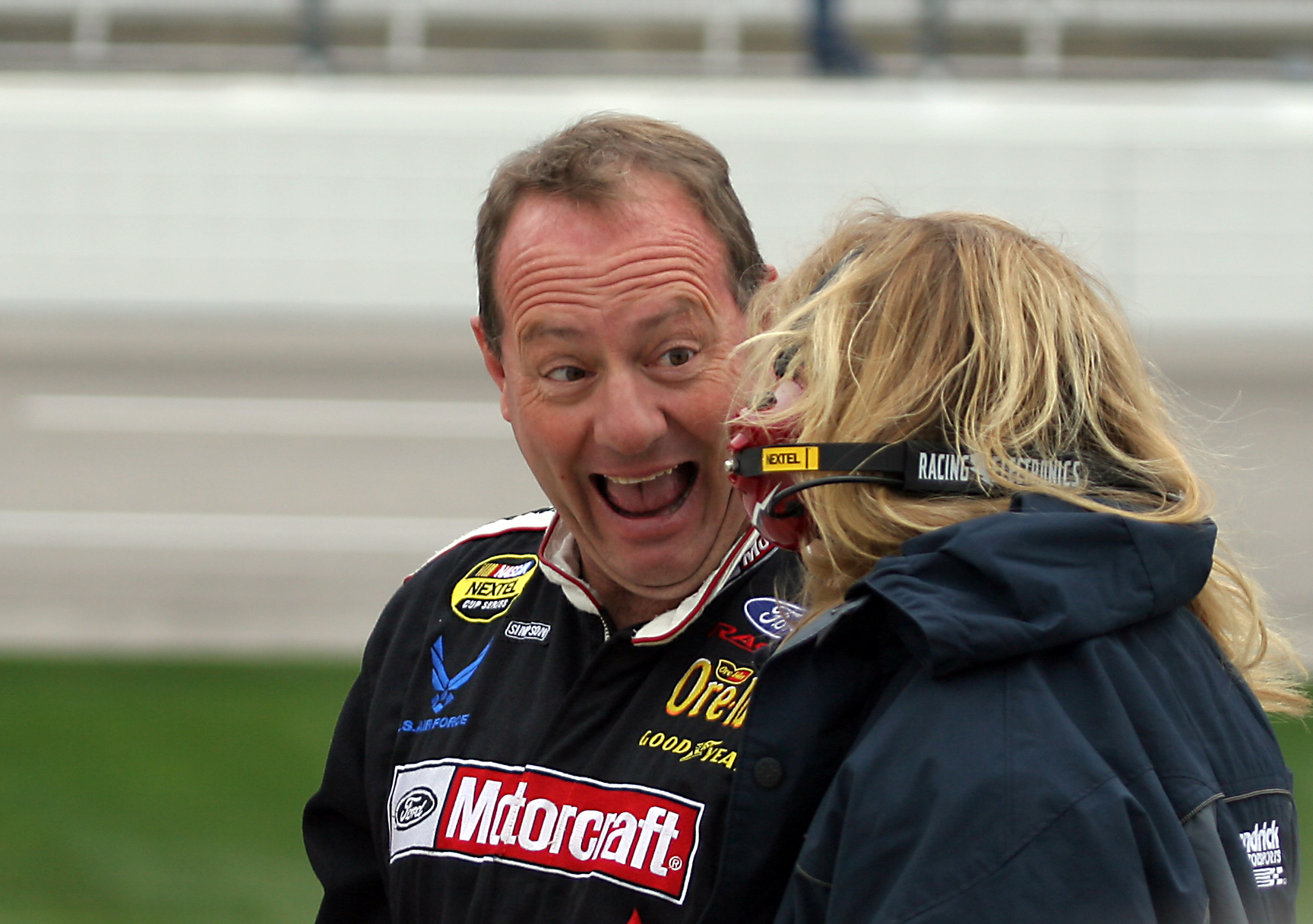
Ken Schrader fotografiado en 2007.

Kenneth Schrader, más conocido como Ken Schrader (Fenton, Misuri, 29 de mayo de 1955), es un piloto de automovilismo de velocidad estadounidense, destacado en stock cars. Actualmente compite en la ARCA Series.
Disputó 763 carreras en la Copa NASCAR entre 1984 y 2013, logrando cuatro victorias y 64 top 10. Sus mejores resultados de campeonato han sido un cuarto puesto en 1994, dos quintos puestos en 1988 y 1989, y dos novenos en 1991 y 1993. También obtuvo el premio de Novato del Año en 1985.
Schrader corrió para varios equipos, destacándose en Hendrick Motorsports entre 1988 y 1996, en tanto que disputó la mayor parte de su carrera por la Copa NASCAR con autos de General Motors (Pontiac y, principalmente, Chevrolet), pero también alternó con las marcas Toyota, Dodge y Ford.
En tanto, que en la NASCAR Nationwide Series ganó dos carreras y obtuvo 16 top 5 adicionales en 116 participaciones. Por otro lado, en la NASCAR Truck Series, en 101 carreras obtuvo una victoria y 11 top 5.
Asimismo, Schrader es copropietario de los óvalos de tierra de Macon y I-55.